# 한강 (가수)
한강(본명: 윤성규, 1985년 1월 19일 ~)은 대한민국의 트로트 가수, 뮤지컬 배우이다.

## 생애
자신의 소개는 '트로트계 1급수 한강'이라고 한다. '한강'이라는 이름은 소속사 이사가 지어줬다고 한다. 
어려서 부터 "연예인 해봐라."는 말을 들으며 자랐다. 4년제 대학에 가길 희망하는 부모님의 뜻에 따라 남성이 잘 선택하지 않았던 식품가공학과에 입학했다.
대학 졸업 후 제약회사, 방송&통신사, 잡지마케팅 부서에서 평범한 직장인으로 살았다. 민간 기업에 재직 시절 회식자리에 단골로 불려다니다 엔터테인먼트 관계자의 눈에 들어 재능을 발견하고, 2015년 쯤 가수의 꿈을 가졌다. 트로트 가수로 전향해 곡을 녹음했지만, 사기를 당하는 등 3년여간 힘든시기를 보내야 했는데, 이때 동영상 사이트에서 동기부여를 하는 영상을 접하며 긍정적인 생각을 갖으며 힘든 시기를 극복했다. 2018년에야 그토록 바라던 트로트 가수로 데뷔했다.
'트롯 전국체전'에 출연해 TOP8에 포함되면서 노래실력을 인정받아 다수의 방송에 출연 중이다.
2018년 디지털 싱글 앨범 《BLACK & WHITE》으로 데뷔했다.

## 앨범
- 2018.03.16. 싱글 《BLACK & WHITE》 타이틀곡 <끓는다 끓어>
- 2020.01.17 컴필레이션(옴니버스)앨범 《내일은 미스터트롯 예선곡》 수록곡 <카멜레온>
- 2020.03.03. 싱글 《도시 상경》 <도시 상경>
- 2020.12.12. 컴필레이션(옴니버스)앨범 《트롯 전국체전 Part.1》 수록곡 <사랑이 이런 건가요>
- 2021.01.10. 컴필레이션(옴니버스) 앨범 《트롯 전국체전 Part.6》 수록곡 <아담과 이브처럼>
- 2021.01.19 싱글 《PINK》 타이틀곡 <축하합니다>
- 2021.02.07. 컴필레이션(옴니버스) 앨범 《트롯 전국체전 Part.9》 수록곡 <사랑은 차가운 유혹>
- 2021.02.14. 컴필레이션(옴니버스) 앨범 《트롯 전국체전 Part.10》 수록곡 <미운 사랑>
- 2021.02.21. 컴필레이션(옴니버스) 앨범 《트롯 전국체전 FINAL》 수록곡 <술 한 잔>
- 2021.04.08. 컴필레이션(옴니버스) 앨범 《트롯 매직유랑단 Part.2》 수록곡 <샤방샤방>
- 2021.05.13. 컴필레이션(옴니버스) 앨범 《트롯 매직유랑단 Part.7》 수록곡 <불티>
- 2021.06.03. 컴필레이션(옴니버스) 앨범 《트롯 매직유랑단 Part.10》 수록곡 <사치기 사치기> (With 오유진)
- 2021.07.18. 컴필레이션(옴니버스) 앨범 《트롯 매직유랑단 Part.16》 수록곡 <남자는 말합니다>
- 2021.07.25. 컴필레이션(옴니버스) 앨범 《트롯 매직유랑단 Part.17》 수록곡 <당신과 만난 이날> (With 최향)
- 2022.05.13. 싱글 《RED》 <띠아모>
- 2022.11.16. 싱글 《PURPLE》 <사랑한다고 말해요>
- 2022.12.28. 컴필레이션(옴니버스) 앨범 《불타는 트롯맨 예선전 Part.2》 수록곡 <운명 같은 여인>
- 2022.12.28. 컴필레이션(옴니버스) 앨범 《불타는 트롯맨 팀 데스매치 Part.1》 수록곡 <싫다 싫어> (With 신성, 최성, 최현상)
- 2023.01.11. 컴필레이션(옴니버스) 앨범 《불타는 트롯맨 팀 데스매치 Part.2 & 1:1 라이벌전》 수록곡 <연모>
- 2023.01.18. 컴필레이션(옴니버스) 앨범 《불타는 트롯맨 1:1 라이벌전 Part.1》 수록곡 <벤치>
- 2023.02.01. 컴필레이션(옴니버스) 앨범 《불타는 트롯맨 디너쇼 미션 Part.1》 수록곡 <잠자는 공주> (With 강설민, 신성, 최현상)
- 2023.02.08. 컴필레이션(옴니버스) 앨범 《불타는 트롯맨 디너쇼 미션 Part.2》 수록곡 <벤치>
- 2023.03.22. 컴필레이션(옴니버스) 앨범 《불타는 트롯맨 결승전 듀엣곡미션 & 미발매곡》 수록곡 <누이> <여자의 일생> <울엄마> (With 무룡, 신명근, 정다한, 춘길)
- 2023.08.09. 컴필레이션(옴니버스) 앨범 《불타는장미단 Part.6》 수록곡 <미련의 부르스> (With 공훈)
- 2023.11.08. 정규 《기적》 타이틀곡 <이제는>

## 방송

### 영화
- 영화 《1987》 단역(시위하는 대학생 역할)
- 영화 《나쁜 녀석들 2》 단역(의사 역할)

### 드라마
- 드라마 《변혁의 사랑》 단역
- 2018 웹드라마 <낫베이직>

### 음악 방송
- 2019.07.05. KNN 《골든마이크》 1회 <영영>
- 2019.08.02. KNN 《골든마이크》 5회 <가슴아프게> (With 송민준, 하보미 (남바완))
- 2019.08.16. KNN 《골든마이크》 7회 <노란 샤쓰입은 사나이>
- 2019.09.13. KNN 《골든마이크》 11회 <내 삶을 눈물로 채워도>
- 2021.04.17. KBS 2TV 《불후의 명곡2 - 전설을 노래하다》 ' 트롯 전국체전 코치 선수 대항전 1부' <꽃물>
- 2023.05.30. MBC충북 《생방송활기찬저녁》 '활기찬 라이브' 〈사랑한다고 말해요〉, 〈눈 코 입〉, 〈인생아 고마웠다〉